# 1045
El 1045 (MXLV) fou un any comú començat en dimarts del calendari julià.

## Esdeveniments
Països Catalans
- Els comtats de Sobrarb i Ribagorça s'incorporen al Regne d'Aragó.

Resta del món
- L'Imperi Romà d'Orient conquereix Armènia.
- Invenció a la Xina de la impremta de tipus mòbils[cal citació]
- 5 de maig, Roma: Comença al pontificat de Papa Gregori VI, només va durar fins al 20 de desembre de 1046, ja que Enric III, valent-se dels privilegis que li atribuïen el Privilegium Othonis, el va obligar a abdicar i va ser desterrat a Colònia.

## Naixements
- Rodrigo Díaz de Vivar, conegut com el Cid Campeador, noble castellà (m. 1099).